# بخش بمیدجی، شهرستان بلترامی، مینه سوتا
بخش بمیدجی (به انگلیسی: Bemidji Township) یک منطقهٔ مسکونی در ایالات متحده آمریکا است که در شهرستان بلترامی، مینه‌سوتا واقع شده‌است.
 بخش بمیدجی ۶۵٫۴ کیلومتر مربع مساحت و ۳٬۱۳۴ نفر جمعیت دارد و ۴۱۹ متر بالاتر از سطح دریا واقع شده‌است.